# Zbór Kościoła Chrześcijan Baptystów w Olsztynie
Zbór Kościoła Chrześcijan Baptystów w Olsztynie – zbór Kościoła Chrześcijan Baptystów znajdujący się w Olsztynie, przy pl. Konsulatu Polskiego, 1 lok. B.
Pastorem Zboru jest prezbiter Gustaw Cieślar.
Nabożeństwa odbywają się w każdą niedzielę o godzinie 10.00.